# Рон Гарпер
Ро́нальд «Рон» Га́рпер (нар. 20 січня 1964 рік в Дейтоні, штат Огайо, США) — колишній американський професійний баскетболіст, грав в Національній баскетбольній асоціації. П'ятиразовий чемпіон НБА.

## Кар'єра гравця

### Коледж
Гарпер почав навчатися в університеті Маямі в Огайо, де його високий стиль гри порівнювали з Джуліусом Ірвінгом. Гарпер набирав в середньому 24,3 очка, 11,2 підборів, 3,2 перехоплень і 2,4 блок-шоти за гру.

### НБА

#### Клівленд Кавальєрс (1986—1989)
Після баскетбольної кар'єри в коледжі, Гарпера прийняли у Клівленд Кавальєрс в 1986. Він набирав у середньому 22,9 очка за гру в своєму дебютному сезоні, зайнявши друге місце в премії НБА Новачок року. Після трьох сезонів з Кавальєрс, Гарпер був обміняний у Лос-Анджелес Кліпперс на Денні Феррі.

#### Лос-Анджелес Кліперс (1989—1994)
Граючи в Кліпперс, Гарпер отримав травму коліна, яка позбавила його частини своєї швидкості і здатність до стрибків, у середньому мав тільки до 2 перехоплень за гру.

#### Чикаго Буллз (1994—1999)
У 1994 році Гарпер підписав контракт з Чикаго Буллз. Після бурхливого початкового сезону в Чикаго, Харпер швидко став улюбленцем уболівальників, постійно показуючи себе відмінним захисником і бомбардиром. У 1996 році він отримує травму, але під час фіналу НБА 1996 повертається в стартовий склад, допомагаючи Бикам виграти титул НБА. Також Гарпер зіграв ключову роль в чемпіонатах 1997 і 1998 рр.

## Тренерська кар'єра
У 2005 році Гарпер виступив як помічник тренера для Детройт Пістонс, але його дворічний контракт у 2007 році не був продовжений.

### Статистика кар'єри в НБА
| † | Позначає сезон, у якому Гарпер став чемпіоном НБА |

#### Регулярний сезон
| Сезон    | Команда               | GP   | GS  | MPG  | FG%  | 3P%  | FT%  | RPG | APG | SPG | BPG | PPG  |
| -------- | --------------------- | ---- | --- | ---- | ---- | ---- | ---- | --- | --- | --- | --- | ---- |
| 1986–87  | Клівленд Кавальєрс    | 82   | 82  | 37.4 | .455 | .213 | .684 | 4.8 | 4.8 | 2.5 | 1.0 | 22.9 |
| 1987–88  | Клівленд Кавальєрс    | 52   | 52  | 32.1 | .464 | .150 | .705 | 3.9 | 4.9 | 2.1 | .9  | 15.4 |
| 1988–89  | Клівленд Кавальєрс    | 82   | 82  | 34.8 | .511 | .250 | .751 | 5.0 | 5.3 | 2.3 | .9  | 18.6 |
| 1989–90  | Клівленд Кавальєрс    | 7    | 7   | 37.4 | .442 | .200 | .756 | 6.9 | 7.0 | 2.0 | 1.3 | 22.0 |
| 1989–90  | Лос-Анджелес Кліпперс | 28   | 28  | 39.5 | .481 | .283 | .795 | 5.6 | 4.8 | 2.4 | 1.1 | 23.0 |
| 1990–91  | Лос-Анджелес Кліпперс | 39   | 34  | 35.5 | .391 | .324 | .668 | 4.8 | 5.4 | 1.7 | .9  | 19.6 |
| 1991–92  | Лос-Анджелес Кліпперс | 82   | 82  | 38.3 | .440 | .303 | .736 | 5.5 | 5.1 | 1.9 | .9  | 18.2 |
| 1992–93  | Лос-Анджелес Кліпперс | 80   | 77  | 37.1 | .451 | .280 | .769 | 5.3 | 4.5 | 2.2 | .9  | 18.0 |
| 1993–94  | Лос-Анджелес Кліпперс | 75   | 75  | 38.1 | .426 | .301 | .715 | 6.1 | 4.6 | 1.9 | .7  | 20.1 |
| 1994–95  | Чикаго Буллз          | 77   | 53  | 19.9 | .426 | .282 | .618 | 2.3 | 2.0 | 1.3 | .4  | 6.9  |
| 1995–96† | Чикаго Буллз          | 80   | 80  | 23.6 | .467 | .269 | .705 | 2.7 | 2.6 | 1.3 | .4  | 7.4  |
| 1996–97† | Чикаго Буллз          | 76   | 74  | 22.9 | .436 | .362 | .707 | 2.5 | 2.5 | 1.1 | .5  | 6.3  |
| 1997–98† | Чикаго Буллз          | 82   | 82  | 27.9 | .441 | .190 | .750 | 3.5 | 2.9 | 1.3 | .6  | 9.3  |
| 1998–99  | Чикаго Буллз          | 35   | 35  | 31.6 | .377 | .318 | .703 | 5.1 | 3.3 | 1.7 | 1.0 | 11.2 |
| 1999–00† | Лос-Анджелес Лейкерс  | 80   | 78  | 25.5 | .399 | .311 | .680 | 4.2 | 3.4 | 1.1 | .5  | 7.0  |
| 2000–01† | Лос-Анджелес Лейкерс  | 47   | 46  | 24.2 | .469 | .264 | .708 | 3.5 | 2.4 | .5  | .5  | 6.5  |
| Кар'єра  | Кар'єра               | 1009 | 967 | 30.9 | .446 | .289 | .720 | 4.3 | 3.9 | 1.7 | .7  | 13.8 |

#### Плей-оф
| Сезон   | Команда               | GP  | GS | MPG  | FG%  | 3P%  | FT%  | RPG | APG | SPG | BPG | PPG  |
| ------- | --------------------- | --- | -- | ---- | ---- | ---- | ---- | --- | --- | --- | --- | ---- |
| 1988    | Клівленд Кавальєрс    | 4   | 4  | 33.5 | .476 | .000 | .688 | 5.0 | 3.8 | 2.8 | 1.0 | 17.8 |
| 1989    | Клівленд Кавальєрс    | 5   | 5  | 37.8 | .565 | .000 | .769 | 4.2 | 4.0 | 2.2 | .8  | 19.6 |
| 1992    | Лос-Анджелес Кліпперс | 5   | 5  | 41.2 | .448 | .111 | .786 | 6.4 | 4.6 | 1.0 | .8  | 18.0 |
| 1993    | Лос-Анджелес Кліпперс | 5   | 5  | 34.8 | .474 | .500 | .647 | 4.0 | 3.2 | 3.0 | 2.0 | 18.0 |
| 1995    | Чикаго Буллз          | 6   | 0  | 6.7  | .429 | .000 | .000 | 1.0 | .7  | .5  | .2  | 2.0  |
| 1996†   | Чикаго Буллз          | 18  | 16 | 27.4 | .425 | .319 | .690 | 3.7 | 2.5 | 1.4 | .4  | 8.8  |
| 1997†   | Чикаго Буллз          | 19  | 19 | 27.1 | .400 | .344 | .750 | 4.3 | 3.0 | 1.3 | .7  | 7.5  |
| 1998†   | Чикаго Буллз          | 21  | 21 | 26.8 | .459 | .263 | .615 | 3.7 | 2.3 | 1.0 | .9  | 6.7  |
| 2000†   | Лос-Анджелес Лейкерс  | 23  | 23 | 28.0 | .431 | .231 | .702 | 3.7 | 3.2 | 1.0 | .6  | 8.6  |
| 2001†   | Лос-Анджелес Лейкерс  | 6   | 0  | 7.0  | .500 | .250 | .667 | 1.3 | .7  | .7  | .2  | 2.2  |
| Кар'єра | Кар'єра               | 112 | 98 | 26.8 | .450 | .292 | .698 | 3.7 | 2.7 | 1.3 | .7  | 9.0  |

## Поява на ТБ
З 1 листопада 1997 року, Рон Гарпер з'явився на телеканалі Nickelodeon у комедійному серіалі Кенан і Кел (серія під назвою «Foul Bull»). В епізоді, Гарпер, отримує травму послизнувшись на розлитій содовій, за що всі в Чикаго розгнівані на Кенана і Кела, які протягом серії намагаються вибачитись.

## Особисте життя
Гарпер боровся із заїканням Більшу Частину свого життя, і проводить багато часу у Національнальній Асоціації Заїкання, щоб надихнути інших боротися з цією проблемою.
Має спільний Твіттер зі своєю дочкою.